# Dillwynia retorta
Espèce
Dillwynia retorta est une espèce de plantes à fleurs de la famille des Fabacées, endémique d'Australie. Il forme des buissons d'environ 3 m de haut. Les feuilles, d'environ 4 à 12 mm de long sont tordues en spirale, ce qui leur donne la forme d'aiguille. Comme beaucoup d'autres espèces de Dillwynia, il présente des fleurs jaunes avec des marques rouges en leur centre.
On rencontre cette espèce en Nouvelle-Galles du Sud et au Queensland.

## Variété
Selon Tropicos (5 août 2013) :
- Dillwynia retorta var. phylicoides (A. Cunn.) Joy Thomps.